# Луба (язык)
Луба (чилуба, луба-лулуа, луба-касаи, западный луба) — один из языков народа луба, относится к языкам банту. Распространён в Демократической Республике Конго, прежде всего в провинциях Касаи, Лулуа, Восточное Касаи, в качестве лингва франка также в провинциях Санкуру, Ломами и Верхнее Ломами.
По классификации М. Гасри (1948, 1967-71), относится к зоне L (индекс L.31), куда входят также остальные языки народа луба (группа L30).

## Диалекты
Существует значительная диалектная разница между западными (провинции Касаи и Лулуа) и восточными диалектами (провинции Восточное Касаи и Ломами).

## Письменность
Письменность — на основе латиницы, возникла в начале XX века.
- Алфавит луба: A a,  B b,  C c,  D d,  E e,  F f,  G g, H h, I i,  J j,  K k,  L l,  M m,  N n,  Ny ny,  Ng ng,  O o,  P p, S s,  Sh sh,  T t,  U u,  V v,  W w,  Y y,  Z z.

## Лингвистические черты
Луба испытывает большое влияние суахили.

### Фонология
В луба имеются открытые гласные /ε, ɔ/, редкие в языках банту. В луба имеются низкий, высокий и средний тоны, которые несут лексическую и грамматическую нагрузку.
В консонантизме характерно наличие широкого класса сибилянтов (s, z/dz, š, ž/ǯ).

### Лексика
Согласно публикации британской компании Today’s Translations в июне 2004 г. (автор — Юрга Жилинскене), в этом языке существует труднопереводимое слово ilunga, что якобы означает «человек, готовый простить любое зло первый раз, вытерпеть его во второй раз, но не простить в третий раз». Оно является распространённым личным именем. С другой стороны, утверждение Ю. Жилинскене другие источники не подтверждают.

## Образец текста
Статья 1 Всеобщей декларации прав человека:

Bantu bonsu badi baledibwa badikadile ne badi ne makokeshi amwe. Badi ne lungenyi lwa bumuntu ne kondo ka moyo, badi ne bwa kwenzelangana malu mu buwetu.
Перевод:

Все люди рождаются свободными и равными в своём достоинстве и правах. Они наделены разумом и совестью и должны поступать в отношении друг друга в духе братства.